# Championnats d'Afrique de gymnastique aérobic 2012
Navigation
Walvis Bay 2012 Walvis Bay 2014
Les championnats d'Afrique de gymnastique aérobic 2012 se déroulent du 8 au 14 décembre 2012 à Pretoria, en Afrique du Sud.
La salle Rembrandt du centre sportif de l'université de Pretoria accueille l'événement,, qui est organisé conjointement avec les Championnats d'Afrique de gymnastique rythmique 2012 et les Championnats d'Afrique de trampoline 2012.

## Médaillés
| Épreuve     | Or                           | Argent | Bronze |
| ----------- | ---------------------------- | ------ | ------ |
| Solo hommes | Wilson Tlhakiso Mafona (RSA) |        |        |
| Solo femmes | Dominique Mann (RSA)         |        |        |